# Neoodax balteatus
Neoodax balteatus е вид лъчеперка от семейство Odacidae, единствен представител на род Neoodax.

## Разпространение
Видът е разпространен в Австралия.